# Lázaro Branković
Lázaro Branković (1421 - 20 de fevereiro de 1458) foi um déspota da Sérvia de 1456 até sua morte em 1458.

## Biografia
Ambos Grgur e Stefan, seus irmãos mais velhos, foram cegados por ordens de Murade II em 1441. Lazar aparentemente se tornou o herdeiro de seu pai. Đurađ morreu em 24 de dezembro de 1456. Lázar o sucedeu como planejado.
De acordo com Fine, seu breve reinado incluiu principalmente brigas familiares com sua mãe e irmãos. Em 1457, Lazar fez um juramento de subserviência a Mehmed II, filho e sucessor de Murad II. Fine considera que isso é uma tentativa de impedir uma invasão otomana. Sua única outra decisão importante foi nomear Mihailo Anđelović, um membro da família Angelos, como seu principal oficial. Mihailo serviu brevemente como chefe de um conselho de regência após a morte de seu senhor.
Lazar morreu em 20 de fevereiro de 1458. George Sphrantzes registrou a data, mas não a causa.